# World Extreme Cagefighting
World Extreme Cagefighting (WEC) − nieistniejąca już amerykańska organizacja mieszanych sztuk walki (MMA). Właścicielem WEC była amerykańska korporacja Zuffa. W 2011 roku World Extreme Cagefighting zostało wchłonięte przez Ultimate Fighting Championship.

## Historia
Organizacja wystartowała po raz pierwszy w 2001 roku. Założycielami byli Scott Adams i Reed Harris. W latach 2001–2006 głównym miejscem organizowania gal było Lemoore w Kalifornii. Gale były transmitowane przez telewizję HDNet.
W grudniu 2006 roku amerykańska korporacja Zuffa (właściciele m.in. UFC) kupiła World Extreme Cagefighting. Po wykupieniu organizacja kontynuowała swoją pracę (w przeciwieństwie do japońskiego PRIDE FC, który w ciągu roku został kupiony i rozwiązany).
Nowi właściciele wprowadzili szereg zmian w WEC, m.in. zastąpienie wcześniejszej klatki na oktagon z UFC. Zrezygnowano z kategorii ciężkiej i superciężkiej. Głównymi kategoriami wagowymi była kogucia, piórkowa, średnia, półśrednia oraz półciężka. Została także zmieniona lokalizacja gal z Lemoore na Las Vegas w Nevadzie.
W 2008 roku zlikwidowano dywizje średnią oraz półciężką, a w 2009 roku półśrednią, przenosząc jej zawodników do UFC i zastępując wagą muszą.
24 kwietnia 2010 roku gale WEC przeszły całkowicie na odbiór i płatność pay-par view.
28 października 2010 roku prezydent UFC Dana White zapowiedział połączenie World Extreme Cagefighting z Ultimate Fighting Championship.
Równy rok później Dana White potwierdził wchłonięcie WEC przez UFC. Wszyscy zawodnicy posiadający ważny kontrakt z WEC zostali automatycznie przeniesieni do UFC, a mistrzowie poszczególnych kategorii zostali mistrzami UFC. Jedynym Polakiem, mającym okazję walczyć w amerykańskiej organizacji, był Maciej Jewtuszko, który zanotował tamże jeden zwycięski pojedynek, po czym został przeniesiony do UFC. W WEC występowali również mający polskie korzenie Chris Horodecki oraz Bart Palaszewski.

## Zasady
Zasady i reguły były taki same co w UFC (po wykupieniu WEC przez ZUFFA – właściciela UFC)
- każda walka oprócz walki o mistrzostwo liczy 3 rundy
- walka o mistrzostwo liczy 5 rund
- każda runda trwa 5 minut
- przerwa pomiędzy rundami trwa 1 minutę

Sposoby wyłonienia zwycięzcy:
- poddanie (odklepanie lub słownie)
- nokaut
- techniczny nokaut
- decyzja sędziów
- dyskwalifikacja

Akcje zabronione:
- uderzanie głową
- każdy atak na oczy
- gryzienie
- szarpanie lub pociąganie za włosy
- zahaczanie (polega na zrobieniu "haka" z palca bądź z kilku palców i włożeniu ich do ust przeciwnika, a następnie ciągnięciu)
- wszelkie ataki na krocze
- bezpośredni atak na kręgosłup, obojczyk oraz tył głowy
- uderzenia z góry dolną częścią łokcia
- uderzenie w gardło, oraz łapanie tchawicy
- szczypanie, drapanie itp.
- kopanie głowy leżącego lub klęczącego przeciwnika
- naskakiwanie (nogą) na leżącego przeciwnika (ang. stomp)
- kopanie piętami po nerkach
- dźwignie za małe stawy (np. palce)
- wyrzucanie przeciwnika poza ring
- wkładanie palców w otwarte rany przeciwnika
- przytrzymywanie spodenek lub rękawic przeciwnika
- plucie
- trzymanie siatki
- używanie wulgaryzmów na ringu
- atak podczas przerwy
- atak na przeciwnika, pod ochroną sędziego
- atak po gongu
- świadome lekceważenie instrukcji oraz samego sędziego
- uporczywe unikanie kontaktu z przeciwnikiem
- symulowanie kontuzji

## Kategorie wagowe

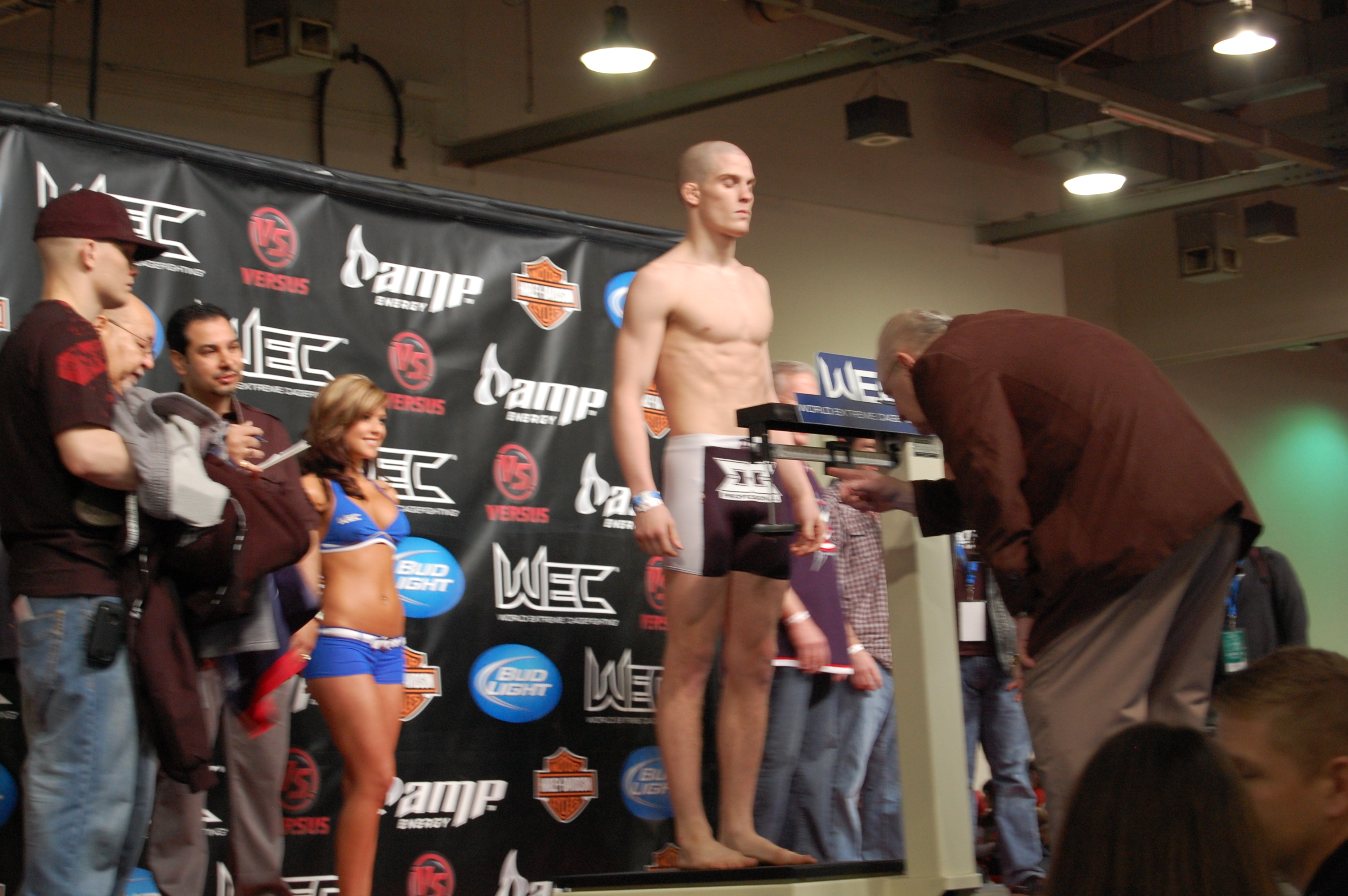
Oficjalne ważenie zawodników przed galą WEC 47, 5 marca 2010

Początkowo od 2001 do 2006 obowiązywał podział na 8 kategorii:
- superciężka (ponad 120 kg)
- ciężka (do 120 kg)
- półciężka (do 93 kg)
- średnia (do 84 kg)
- półśrednia (do 77 kg)
- lekka (do 70 kg)
- piórkowa (do 66 kg)
- kogucia (do 61 kg)

W latach 2009–2011 funkcjonowały 4 kategorie:
- lekka
- piórkowa
- kogucia
- musza

## Mistrzowie World Extreme Cagefighting

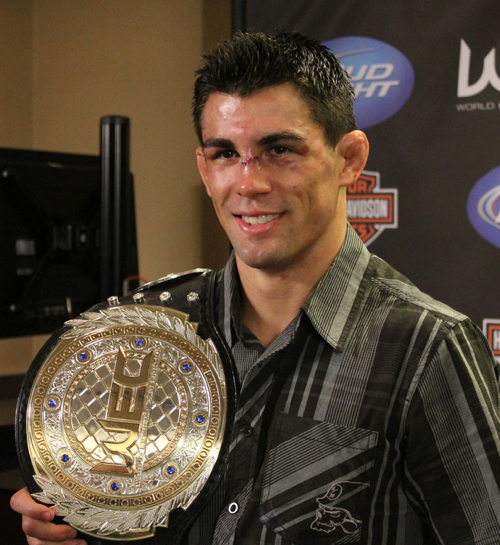
Ostatni mistrz WEC wagi koguciej Dominik Cruz z mistrzowskim pasem

| Kategoria | Waga                   | Mistrz         | Mistrz            | Okres                   |
| Kategoria | Waga                   | Nazwisko       | Kraj              | Okres                   |
| --------- | ---------------------- | -------------- | ----------------- | ----------------------- |
| Lekka     | 66-70 kg / 146-155 lb  | Anthony Pettis | Stany Zjednoczone | 16.12.2010              |
| Piórkowa  | 61-66 kg / 136-145 lb  | Jose Aldo      | Brazylia          | 18.11.2009 – 30.09.2010 |
| Kogucia   | 57-61 kg / 126-135 lb  | Dominick Cruz  | Stany Zjednoczone | 06.03.2010 – 16.12.2010 |
| Musza     | poniżej 57 kg / 125 lb | wakat          |                   |                         |

| Kategoria   | Waga                   | Mistrz         | Mistrz            | Okres                   |
| Kategoria   | Waga                   | Nazwisko       | Kraj              | Okres                   |
| ----------- | ---------------------- | -------------- | ----------------- | ----------------------- |
| Superciężka | ponad 120 kg / 265 lb  | Ron Waterman   | Stany Zjednoczone | 09.08.2003 – 18.08.2005 |
| Ciężka      | 93-120 kg / 206-265 lb | Brian Olsen    | Stany Zjednoczone | 13.01.2006 – 05.05.2006 |
| Półciężka   | 84-93 kg / 186-205 lb  | Steve Cantwell | Stany Zjednoczone | 03.08.2008              |
| Średnia     | 77-84 kg / 171-185 lb  | Paulo Filho    | Brazylia          | 05.08.2007 – 12.12-2007 |
| Półśrednia  | 70-77 kg / 156-170 lb  | Carlos Condit  | Stany Zjednoczone | 24.03.2007 – 03.08.2008 |